# قطعنامه ۹۲۱ شورای امنیت
قطعنامه ۹۲۱ شورای امنیت سازمان ملل متحد که در تاریخ ۲۶ مه ۱۹۹۴ تصویب شد، سندی بین‌المللی دربارهٔ اسرائیل-جمهوری عربی سوریه است. این قطعنامه طی نشست ۳۳۸۲ام با ۱۵ رای موافق، ۰ مخالف و ۰ ممتنع تصویب شد.